# Cold Spring Harbor (альбом)
Cold Spring Harbor — дебютный студийный альбом американского автора-исполнителя Билли Джоэла, выпущенный 1 ноября 1971 года на лейбле Family Productions. Альбом продавался плохо и привлёк внимание публики только после выхода в 1973 году альбома Piano Man и последующих альбомов, ставших популярными. Из-за ошибки при мастеринге оригинальная пластинка воспроизводилась на более высокой скорости. В 1983 году продюсер Арти Рипп сделал ремикс, отредактировал и скорректировал скорость воспроизведения альбома. Это переработанное издание было выпущено лейблом Columbia Records.

## Об альбоме
Cold Spring Harbor был назван в честь деревни в городе Хантингтон, штат Нью-Йорк, расположенной на берегу пролива Лонг-Айленд недалеко от родного города Джоэла. Обложка была сфотографирована на Харбор-роуд.
Песня «Tomorrow Is Today» была написана под впечатлением от его депрессии и госпитализации годом ранее. Когда она вышла синглом, Record World отметил, что у Джоэла «есть талант к драматичным, роскошным оркестровым звукам».

## Производство
Из-за ошибки в мастеринге альбома песни звучали немного быстрее, из-за чего голос Джоэла казался неестественно высоким, что позже он сравнивал с Bee Gees и Элвином и бурундуками. В 1996 году Джоэл вспоминал, что после выхода альбома он устроил вечеринку с друзьями, чтобы послушать его.
Я был в ярости. Я взял эту штуку и бросил её, как фрисби.
Арти Рипп, владелец Family Productions и оригинальных мастер-лент, был ответственен за производственную ошибку, которая стоила ему дружбы с Джоэлом. Изначально он заключил с 22-летним Билли контракт на 10 записей, по которому Джоэл лишался всех прав на оригинальные ленты и на публикацию всех текущих и будущих песен.
В рамках сделки с Columbia Records по расторжению контракта с Джоэлом Рипп продолжал получать гонорары за продажу записей Билли ещё долгое время после его скандального ухода из Family Productions (вплоть до выхода альбома The Bridge в 1986 году). Рипп неохотно продал Джоэлу права на публикацию каталога песен Джоэла после сильного давления со стороны президента Columbia Records Уолтера Йетникофф, который позже заявил, что ему пришлось угрожать Арти, чтобы тот совершил сделку.

### Ремикс
В июле–сентябре 1983 года Рипп и Ларри Эллиот сделали ремикс альбома в студии Ripp's Fidelity в Студио-Сити, Калифорния. Скорость воспроизведения альбома была скорректирована, чтобы исправить тембр голоса Джоэла, а для улучшения звучания альбома Рипп пригласил студийных музыкантов Майка МакГи (ударные), Эла Кэмпбелла (клавишные) и Л. Д. Диксона (родес-пиано) для записи новых ритм-партий для песен «Everybody Loves You Now» и «Turn Around». Кроме того, песня «You Can Make Me Free» была сокращена почти на 3 минуты (из неё убрали большую часть оригинального проигрыша), а из «Tomorrow Is Today» убрали бас, барабаны и оркестр. Ремикс был выпущен на лейбле Columbia Records без участия Джоэла.

## Список композиций
Все песни написаны Билли Джоэлом.
| №  | Название                  | Оригинальная длительность | Длительность |
| -- | ------------------------- | ------------------------- | ------------ |
| 1. | «She's Got a Way»         | 2:47                      | 2:50         |
| 2. | «You Can Make Me Free»    | 5:49                      | 2:59         |
| 3. | «Everybody Loves You Now» | 2:46                      | 2:49         |
| 4. | «Why Judy Why»            | 2:52                      | 2:58         |
| 5. | «Falling of the Rain»     | 2:35                      | 2:38         |

| №  | Название                 | Оригинальная длительность | Длительность |
| -- | ------------------------ | ------------------------- | ------------ |
| 1. | «Turn Around»            | 3:26                      | 3:06         |
| 2. | «You Look So Good to Me» | 2:25                      | 2:29         |
| 3. | «Tomorrow Is Today»      | 4:50                      | 4:40         |
| 4. | «Nocturne»               | 2:39                      | 2:46         |
| 5. | «Got to Begin Again»     | 2:54                      | 2:52         |

## Участники записи
Музыканты
- Билли Джоэл — фортепиано, орган, клавесин, губная гармоника, вокал
- Рис Кларк — барабаны
- Денни Сейвелл — барабаны
- Дон Эванс – гитара
- Сэл ДиТроя — гитара
- Джо Осборн — бас-гитара
- Ларри Кнехтель — бас-гитара
- Подлый Пит – педальная слайд-гитара
- Майк МакГи — ударные («Everybody Loves You Now», «Turn Around») (1983)
- Эл Кэмпбелл — клавишные («Turn Around») (1983)
- Л. Д. Диксон — родес-пиано («Turn Around») (1983)

Технический
- Арти Рипп[англ.] — продюсер, режиссёр (1971); аранжировщик, дирижёр, звукоинженер, микширование, монтаж (1983)
- Ирвин Мазур — исполнительный продюсер, художественное оформление
- Джимми Хаскелл — аранжировщик, дирижёр
- Боб Хьюз — инженер, микширование
- Майкл Стоун – второй инженер
- Ларри Эллиотт — инженер, микширование, редактирование (1983)
- Джон Брэдли – инженер
- Гордон Ватанабэ — помощник инженера (1983)
- Даг Сакс — мастеринг (1983)

## Позиции в чартах
| Чарт (1984)                      | Позиция |
| -------------------------------- | ------- |
| Япония (Oricon)                  | 44      |
| Великобритания (UK Albums Chart) | 95      |
| США Billboard 200                | 158     |